# Юг Перне
Юг Перне (фр. Hugues Pernet) (15 вересня 1950, Нант, Франція) — французький дипломат. Надзвичайний і Повноважний Посол Франції в Україні (1992-1993).

## Біографія
Народився 15 вересня 1950 року в Нанті, Франція. Закінчив Паризький інститут політичних студій.
З 1974 по 1976 — співробітник посольства Франції в СРСР.
З 1976 по 1977 — урядовець міністерства промисловості і досліджень Франції.
З 1977 по 1981 — співробітник МЗС Франції.
З 1981 по 1982 — співробітник кабінету Прем'єр-міністра Франції.
З 1982 по 1984 — співробітник МЗС Франції.
З 1984 по 1987 — радник посольства Франції в СРСР.
З 1987 по 1990 — радник посольства Франції у США.
З 1990 по 1992 — Генеральний консул Франції в Києві.
З 1991 по 1992 — тимчасово повірений у справах Франції в Україні.
З 1992 по 1993 — Надзвичайний і Повноважний Посол Франції в Україні.
Співголова Мінської групи ОБСЄ по Нагірному Карабаху від Франції.

## Автор праць
- Щоденник першого французького посла в Києві (французьке видання) ISBN 978-2-08-041995-8[4][5][6]